# Энгельгардт (лунный кратер)
Кратер Энгельгардт — глубокий ударный кратер диаметром 43,5 км на обратной стороне Луны, расположенный на севере большого кратера Королёва равнинного типа. Назван в честь русского астронома Василия Энгельгардта, название присвоено и утверждено Международным астрономическим союзом в 1970 году.

## Окрестности
С севера к нему примыкает сильно эродированный кратер-спутник Энгельгардт B, который несмотря на название гораздо крупнее: 163 км диаметром. На запад-северо-западе от него лежит кратер Лебединский.

## Строение
Сам кратер Энгельгардт имеет ровную круглую форму и эродирован слабо, что говорит о его относительной молодости. Стенки вала Энгельгардта образовали широкий обвал внутрь, оставив для дна кратера лишь около половины его диаметра. Дно ровное, в нём имеется несколько небольших молодых кратеров и небольшой центральный пик, диаметром около 1 км.

## Высочайшая точка Луны
На восточном краю вала кратера Энгельгардт лежит точка с наибольшей известной абсолютной высотой на Луне, которую НАСА называет «Лунный пик» (англ. Selenian summit).